# Луг морських трав

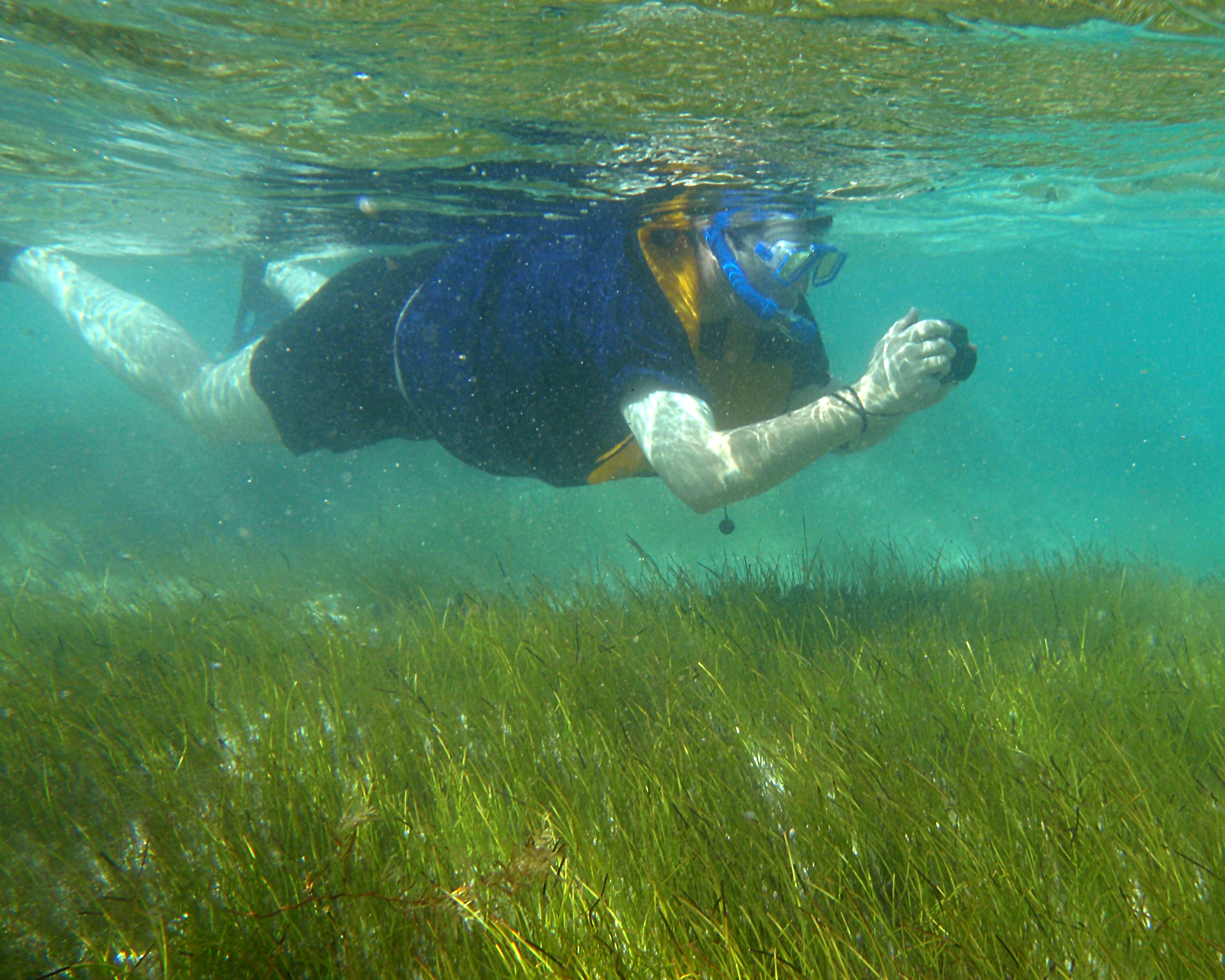
Syringodium filiforme

Луг морських трав або ложе морських трав — це підводна екосистема, утворена морськими травами. Морські трави — це морські рослини, що зустрічаються в мілководних прибережних водах і в солонуватих водах лиманів. Морські трави — це квітучі рослини зі стеблами і довгим зеленим, схожим на траву листям. Вони виробляють насіння і пилок, мають коріння і кореневища, які закріплюють їх у піску на морському дні.
Морські трави утворюють густі підводні луки, які є одними з найпродуктивніших екосистем світу. Вони забезпечують середовище проживання та їжу для різноманітного морського життя, як і коралові рифи. Сюди входять безхребетні, такі як креветки і краби, тріска і камбала, морські ссавці та птахи. Вони є притулком для зникаючих видів, таких як морські коники, черепахи та дюгоні. Вони функціонують як розплідники для креветок, гребінців і багатьох промислових видів риб. Луки морської трави забезпечують захист від прибережних штормів, оскільки їх листя поглинає енергію хвиль. Вони підтримують прибережні води здоровими, поглинаючи бактерії та поживні речовини, і уповільнюють швидкість зміни клімату, поглинаючи вуглекислий газ в осад дна океану.
Морські трави еволюціонували з морських водоростей, які колонізували землю і стали наземними рослинами, а потім повернулися в океан приблизно 100 мільйонів років тому. Однак сьогодні галявини морської трави зазнають шкоди від діяльності людини, наприклад забруднення стоками, рибальські човни, які тягнуть земснаряди або трали по луках, вириваючи траву з корінням, і надмірний вилов риби, який порушує баланс екосистеми. Нині луки морської трави знищуються зі швидкістю близько двох футбольних полів щогодини.

## Походження

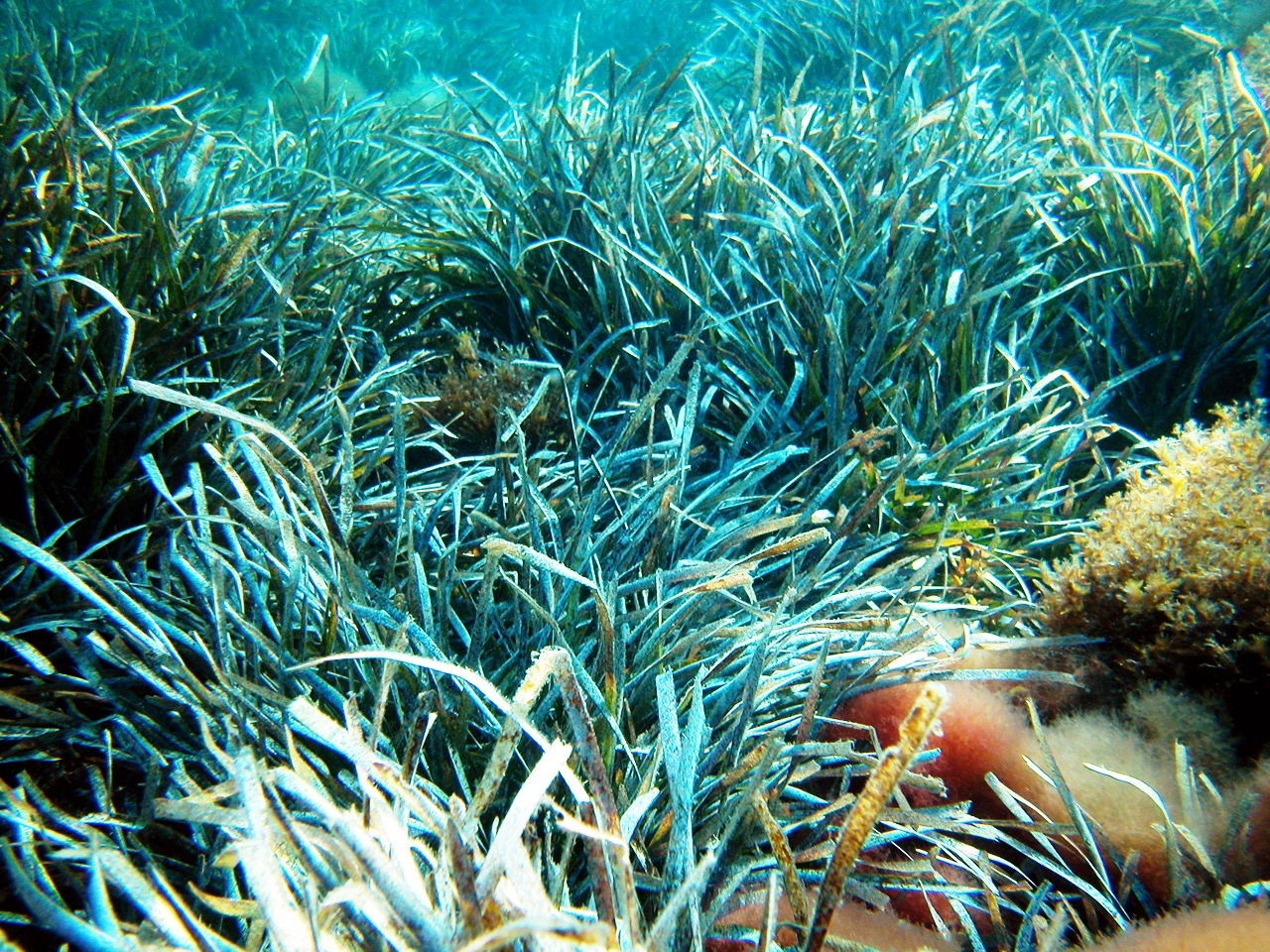
Морські трави — це наземні рослини, які перейшли в морське середовище. Це єдині квіткові рослини, які живуть в океані.

Морські трави — це квіткові рослини (покритонасінні), які ростуть у морському середовищі. Вони еволюціонували від наземних рослин, які мігрували назад в океан приблизно 75-100 мільйонів років тому. У наші дні вони займають морське дно в мілководних і захищених прибережних водах, закріплених на піщаному або муловому дні.
Існує чотири лінії морських трав  що містить відносно небагато видів (всі порядку однодольних). Вони займають мілководдя на всіх континентах, крім Антарктиди: поширюються і на відкрите море, наприклад на плато Маскарен.
Морські трави утворені поліфілетичною групою однодольних рослин (порядок Alismatales), які повторно заселили морське середовище близько 80 мільйонів років тому. Морські трави є видами, що утворюють середовище проживання, оскільки вони є джерелом їжі та притулком для різноманітних риб і безхребетних, а також виконують відповідні екосистемні послуги.
Існує близько 60 видів повністю морських трав, які належать до чотирьох сімейств (Posidoniaceae, Zosteraceae, Hydrocharitaceae і Cymodoceaceae), всі в порядку Alismatales (в класі однодольних). Луки можуть складатися як з одного виду, так і змішані. У районах помірного клімату зазвичай домінує один або кілька видів (наприклад, Камка морська Zostera marina в Північній Атлантиці), тоді як тропічні зазвичай більш різноманітні, на Філіппінах зареєстровано до тринадцяти видів. Як і всі автотрофні рослини, морські трави фотосинтезують у затопленій фототичній зоні. Більшість видів здійснюють підводне запилення і завершують свій життєвий цикл під водою.
Луки морської трави знаходяться на глибині до 50 м, залежно від якості води та доступності світла. Ці луки з морськими травами є високопродуктивними середовищами проживання, які надають багато екосистемних послуг, включаючи захист узбережжя від штормів і великих хвиль, стабілізацію відкладень, забезпечення безпечних місць проживання для інших видів і заохочення біорізноманіття, покращення якості води та виділення вуглецю та поживних речовин.
Луки морських трав являють собою різноманітні та продуктивні екосистеми, що містять види з усіх типів, такі як молода і доросла риба, макроводорості та мікроводорості, молюски, щетинчасті черви та нематоди. Морські трави є важливою ланкою в харчовому ланцюгу, годуючи сотні видів, включаючи зелених черепах, дюгонів, ламантинів, риб, гусей, лебедей, морських їжаків та крабів. Деякі види риб, які відвідують луки або харчуються морськими травами, вирощують своїх дитинчат у прилеглих мангрових заростях або коралових рифах.

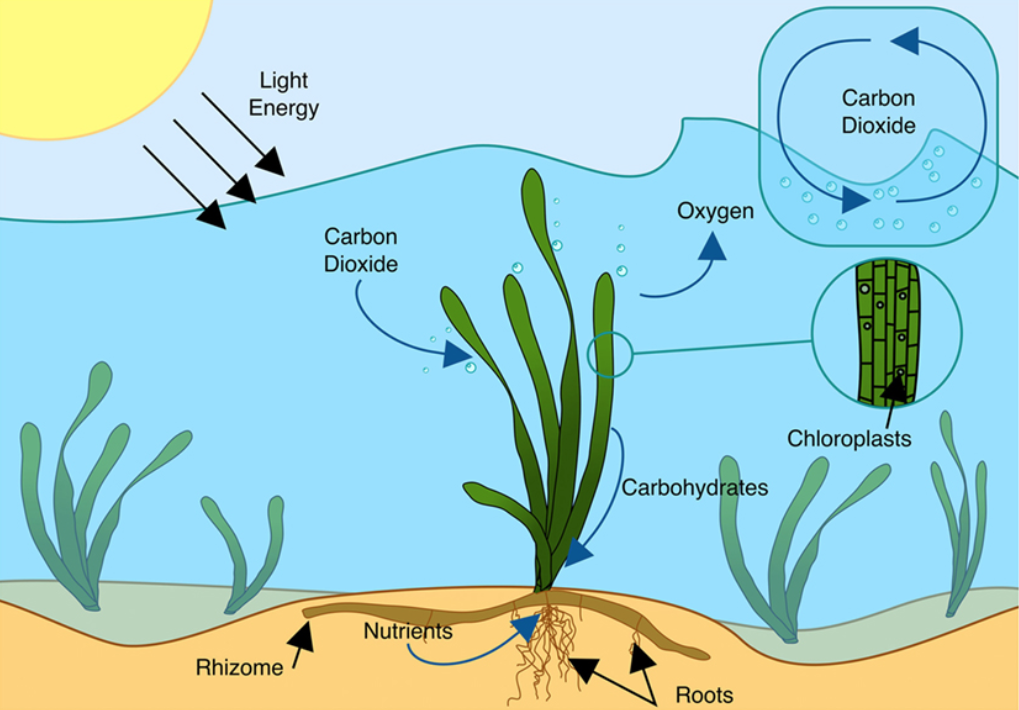
Поглинання вуглецю та фотосинтез на лузі морських трав. Спеціальні органели в клітинах морської трави, які називаються хлоропластами, використовують енергію сонця для перетворення вуглекислого газу і води на вуглеводи (або цукор) і кисень за допомогою фотосинтезу. Коріння і кореневища морської трави поглинають і зберігають поживні речовини і допомагають закріпити рослини морської трави на місці.

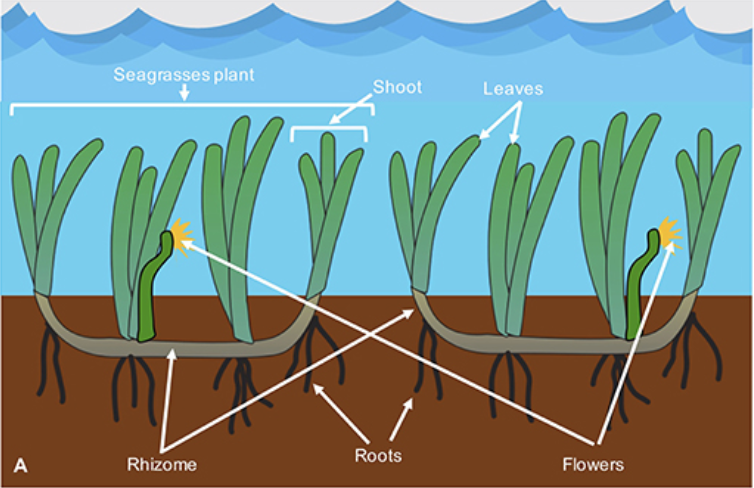
Морські трави відрізняються від морських водоростей. Морські водорості використовують ризоми, щоб закріпитися на морському дні та внутрішньо транспортувати поживні речовини шляхом дифузії, тоді як морські трави — це квітучі рослини з кореневищем і кореневою системою, що з'єднує їх із морським дном, і судинною системою.

## Глобальне поширення

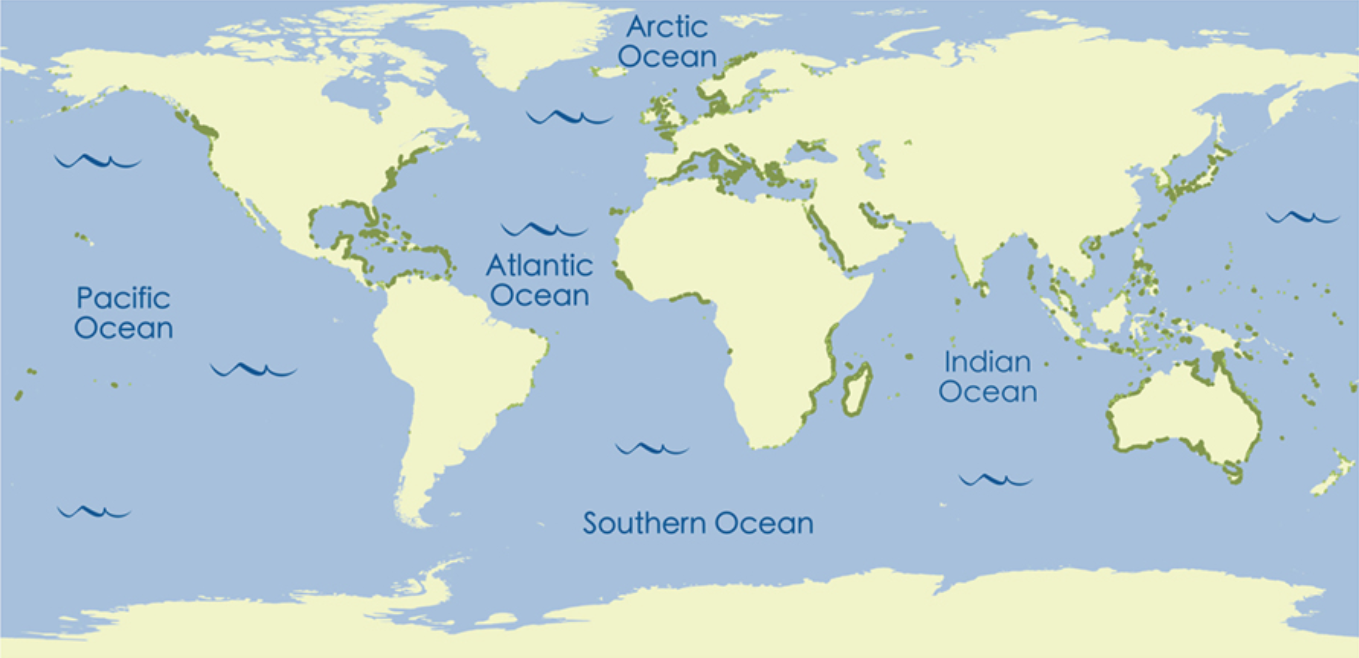
Глобальне поширення морських луків

Луки морських трав зустрічаються в мілководних морях континентальних шельфів усіх материків, крім Антарктиди. Континентальні шельфи — це підводні ділянки суші, що оточують кожен континент, створюючи райони відносно мілководдя, відомі як шельфові моря. Трави живуть у районах з м'якими осадами, які є або припливними (щодня вкриваються морською водою під час припливу та відпливу), або субприливними (завжди під водою). Вони віддають перевагу захищеним місцям, таким як мілководні затоки, лагуни та лимани (захищені райони, де річки впадають у море), де хвилі обмежені, а рівень світла та поживних речовин високий.
Морські трави можуть виживати на максимальних глибинах близько 60 метрів. Однак це залежить від доступності світла, оскільки, як і рослини на суші, луги з морськими травами потребують сонячного світла, щоб відбувався фотосинтез. Припливи, дія хвиль, прозорість води та низька солоність контролюють те, де морські трави можуть жити на мілководді, близькість до берега, все це має бути правильним, щоб морська трава могла виживати та рости.
Нині задокументована площа морської трави становить 177 000 км 2, але вважається, що він занижує загальну площу, оскільки багато територій з великими луками морської трави не були ретельно задокументовані. Найбільш поширені оцінки — від 300 000 до 600 000 км 2, з до 4 320 000 км 2 відповідне середовище проживання морської трави по всьому світу.

## Екосистемні послуги
Луки морських трав забезпечують прибережні зони значними екосистемними послугами. Вони покращують якість води, стабілізуючи важкі метали та інші токсичні забруднювачі, а також очищаючи воду від надлишку поживних речовин. Крім того, оскільки морські трави є підводними рослинами, вони виробляють значну кількість кисню, який насичує товщу води киснем. Їхні кореневі системи також сприяють насиченню осаду киснем, забезпечуючи гостинне середовище для організмів, що живуть у відкладеннях.

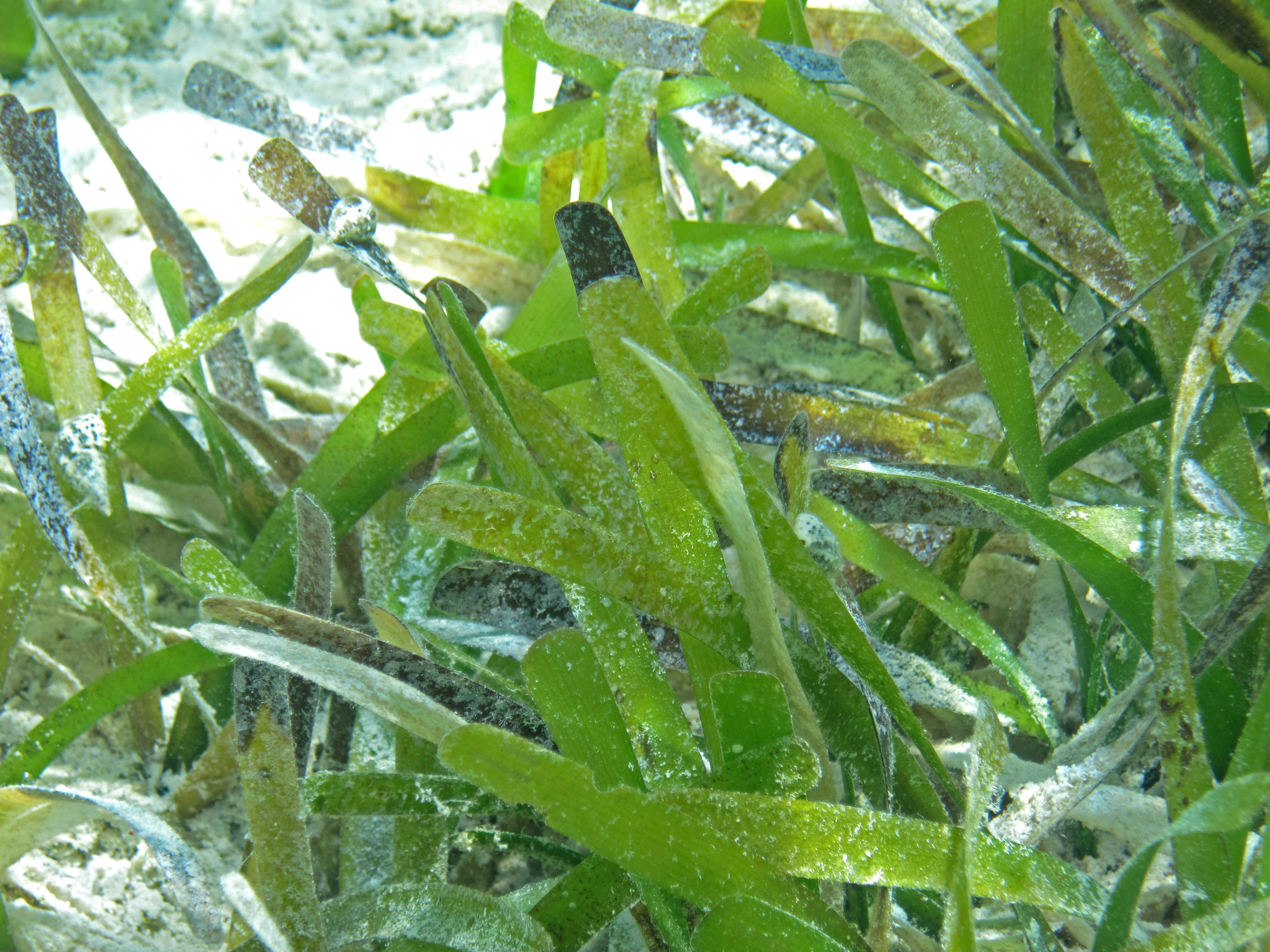
Епіфіти, що ростуть на листках черепашої трави.

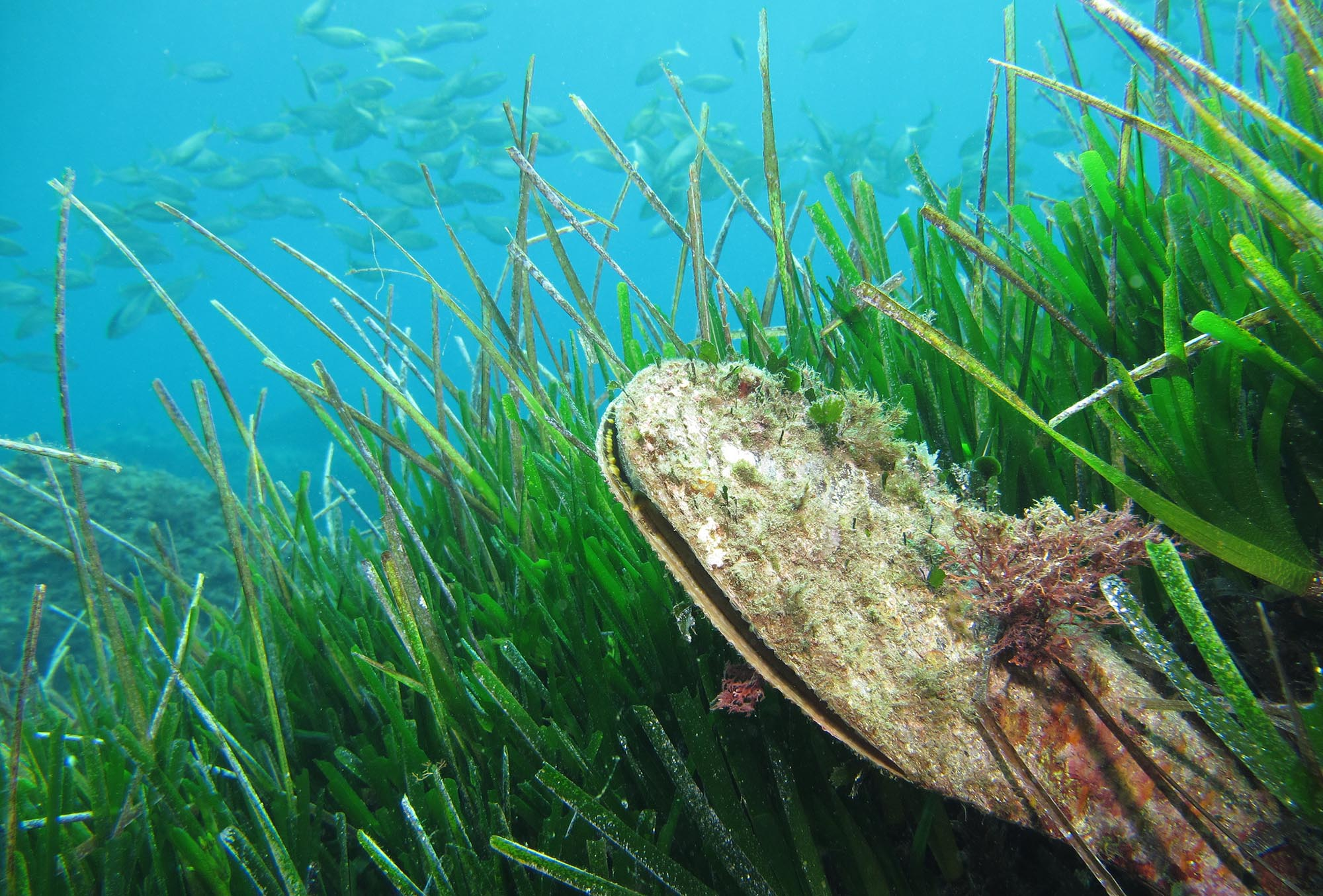
Pinna nobilis в Середземному морі

Як показано на зображенні вище зліва, багато епіфітів можуть рости на листових пластинках морських трав, а водорості, діатомові водорості та бактеріальні плівки можуть покривати поверхню. Траву їдять черепахи, рослиноїдні риби-папуги, риби-хірурги та морські їжаки, а плівки на поверхні листя є джерелом їжі для багатьох дрібних безхребетних.

### Синій вуглець
На луки також припадає понад 10 % загального запасу вуглецю в океані. На гектар вони містять вдвічі більше вуглекислого газу, ніж тропічні ліси, і можуть поглинати близько 27 мільйонів тонн CO2 на рік. Ця здатність зберігати вуглець важлива, оскільки рівень вуглецю в атмосфері продовжує зростати.
Блакитний вуглець відноситься до вуглекислого газу, видаленого з атмосфери прибережними морськими екосистемами світу, в основному мангровими лісами, солончаками, морськими травами і, можливо, макроводостями, завдяки росту рослин і накопиченню та захороненню органічних речовин в осадах.
Хоча морські луки займають лише 0,1 % площі дна океану, на них припадає 10-18 % загального океанічного відкладення вуглецю. В даний час глобальні луки морської трави, за оцінками, зберігають до 19,9 Pg (петаграми або гігатонни, що дорівнює мільярду тонн) органічного вуглецю. Вуглець в основному накопичується в морських відкладеннях, які є безкисневими і, таким чином, постійно зберігають органічний вуглець у десятилітніх-тисячолітніх масштабах. Високі швидкості накопичення, низький рівень кисню, низька провідність відкладень і повільніші темпи мікробного розкладання – все це сприяє захороненню вуглецю в цих прибережних відкладеннях. Порівняно з наземними місцями проживання, які втрачають запаси вуглецю у вигляді CO2 під час розкладання або через такі порушення, як пожежі або вирубка лісів, морські поглиначі вуглецю можуть утримувати C протягом набагато більших періодів часу. Швидкість поглинання вуглецю на галявинах морської трави варіюється в залежності від виду, особливостей відкладень і глибини місцезростань, але в середньому швидкість захоронення вуглецю становить близько 140 г C м −2 рік −1.

### Охорона берегів
Морські трави також є інженерами екосистем, що означає, що вони змінюють екосистему навколо себе, коригуючи своє оточення як фізичним, так і хімічним способом. Довгі лопаті морських трав уповільнюють рух води, що зменшує енергію хвиль і забезпечує додатковий захист від берегової ерозії та штормових припливів. Багато видів морської трави утворюють розгалужену підземну мережу коренів і кореневищ, які стабілізують відкладення і зменшують берегову ерозію. На морські трави впливає не тільки вода в русі, вони також впливають на течії, хвилі та турбулентне середовище.
Морські трави запобігають ерозії морського дна до такої міри, що їх присутність може підняти морське дно. Вони сприяють захисту узбережжя, затримуючи уламки породи, що транспортуються морем. Морські трави зменшують ерозію узбережжя та захищають будинки та міста як від сили моря, так і від підвищення рівня моря, викликаного глобальним потеплінням. Вони роблять це, пом'якшуючи силу хвиль своїм листям і допомагаючи осадам, які транспортуються в морській воді, накопичуватися на морському дні. Листя морської трави діють як перегородки в турбулентній воді, які сповільнюють рух води і сприяють осідання твердих частинок. Луки морських трав є одним з найефективніших бар'єрів проти ерозії, оскільки вони затримують осад серед свого листя.

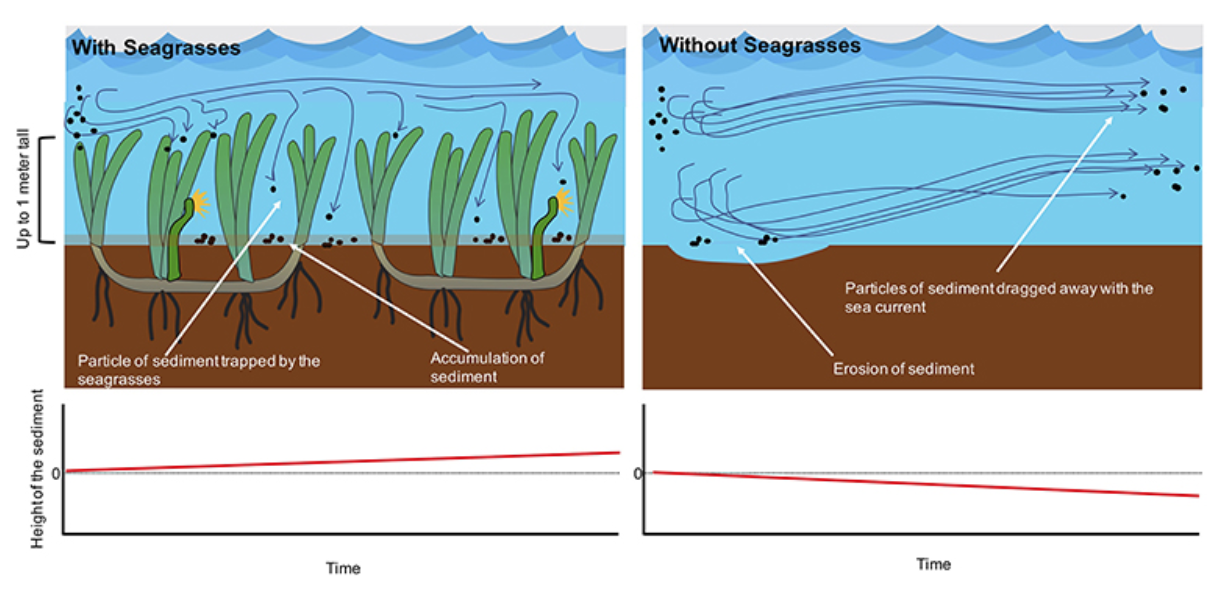

На діаграмі зліва вгорі показано, як морські трави допомагають уловлювати частинки осаду, що переносяться морськими течіями. Листя, що тягнеться до поверхні моря, сповільнюють течії води. Більш повільна течія не здатна переносити частинки осаду, тому частинки падають вниз і стають частиною морського дна, зрештою, збільшуючи його. Коли морських трав немає, морська течія не має перешкод і відносить частинки осаду, піднімаючи їх і розмиваючи морське дно.
Археологи навчилися від морських трав, як захищати підводні археологічні пам'ятки, як-от місце в Данії, де було виявлено десятки стародавніх римських і вікінгських уламків кораблів. Археологи використовують покриття, схожі на морську траву, як уловлювачі відкладень, щоб нарощувати осад, щоб він поховав кораблі. Захоронення створює умови з низьким вмістом кисню і запобігає гниттю деревини.

### Розплідники для риб
Луки морських трав є місцем проживання багатьох комерційно важливих видів риб. Підраховано, що близько половини світового рибальства можливе завдяки морським травам. Якщо місця проживання морської трави втрачені, то втрачається і рибальство. Відповідно до статті Unsworth et al 2019 року, значна роль, яку відіграють морські луки у підтримці продуктивності рибальства та продовольчої безпеки в усьому світі, недостатньо відображена в рішеннях, прийнятих органами влади, відповідальними за управління ними. Вони стверджують, що: (1) Луки морських трав є цінним середовищем проживання для розплідників для понад 1/5 найбільших у світі 25 промислів, включаючи минтая. (2) У складних дрібномасштабних промислах з усього світу (погано представлених у статистиці рибальства) є докази того, що багато з тих, що знаходяться поблизу морської трави, значною мірою підтримуються цими місцями існування. (3) Припливне рибальство у морській траві є глобальним явищем, що часто безпосередньо сприяє життєдіяльності людей. Згідно з дослідженням, морські трави слід підтримувати та максимізувати їхню роль у світовому рибному виробництві.

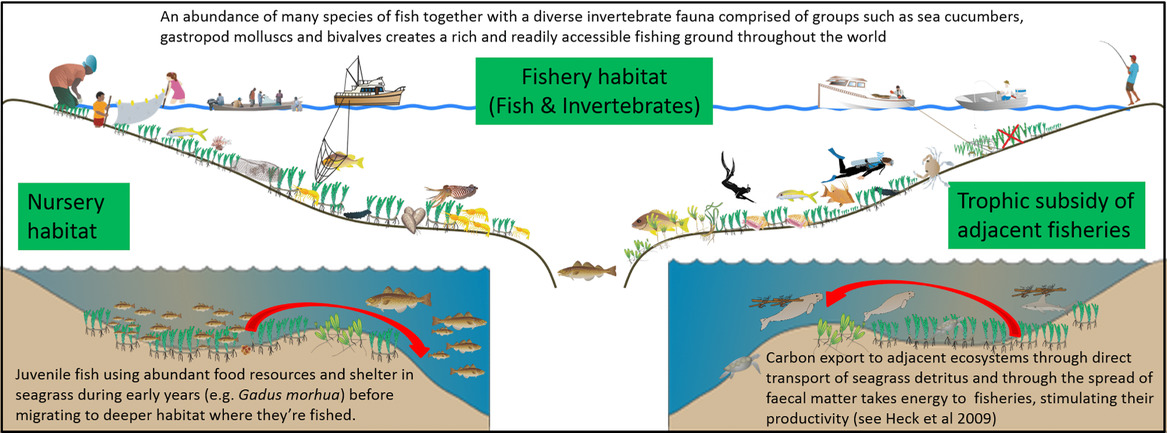
Луки з морськими травами підтримують глобальну продовольчу безпеку, (1) забезпечуючи розплідники для рибних запасів у сусідніх і глибоководних місцях існування, (2) створюючи експансивні рибні середовища, багаті фауною, і (3) забезпечуючи трофічну підтримку прилеглим рибним господарствам. Вони також надають підтримку, сприяючи здоров'ю рибальства, пов'язаного з пов'язаними середовищами існування, такими як коралові рифи.

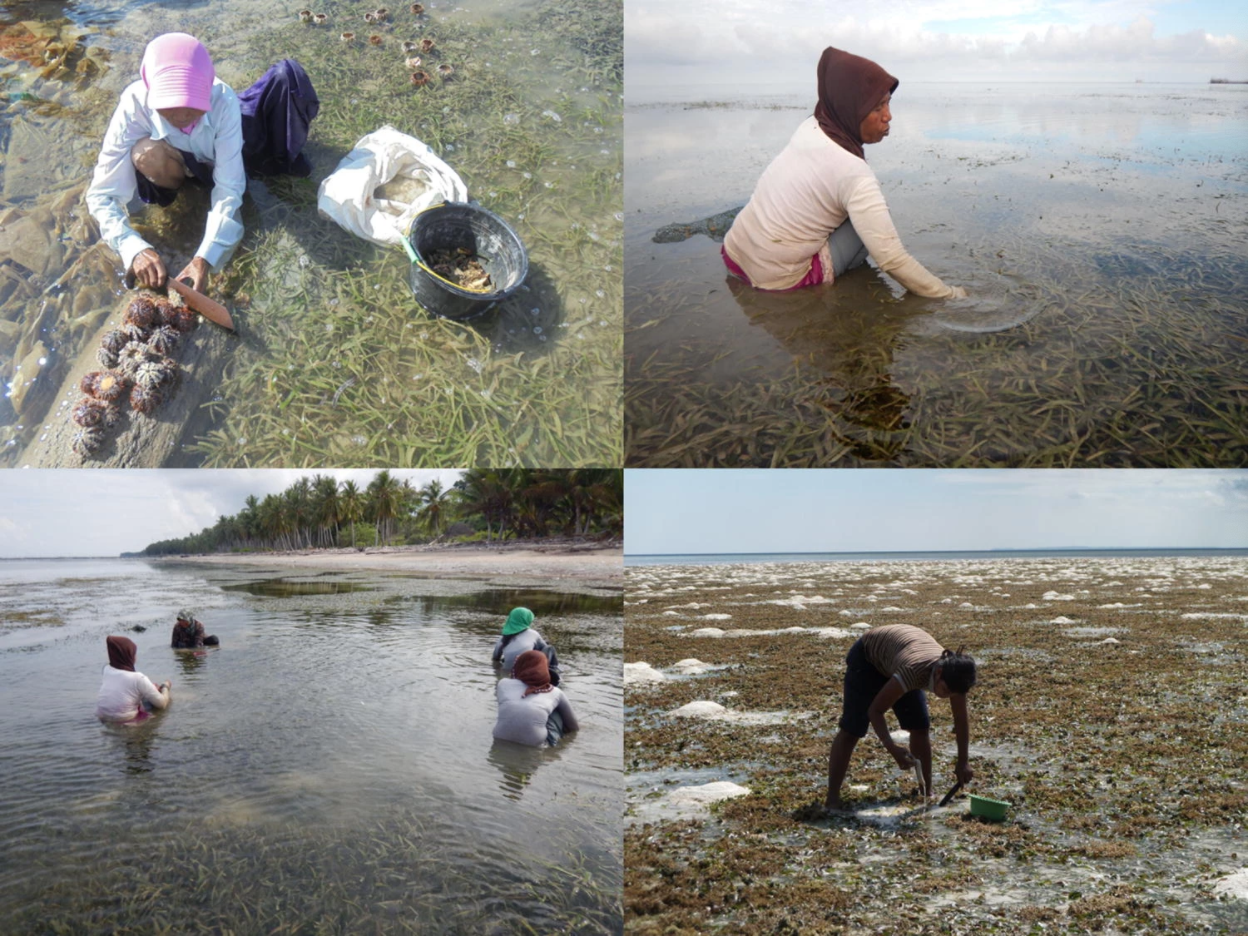

В океанах припливне збирання риби можна визначити як рибальство основним спорядженням, у тому числі голими руками, на мілководді не глибше, ніж можна стояти. Збиральне рибальство в луках морської трави по всьому світу, забезпечує продуктами харчування сотень мільйонів людей, але розуміння цих промислів вкрай обмежені. Дослідження 2019 року, проведене Nessa et al. проаналізували ці промисли, використовуючи комбінований соціальний та екологічний підхід. В уловах переважали двостулкові молюски, морські їжаки та черевоногі молюски. Улов на одиницю зусилля (CPUE) на всіх ділянках коливався від 0,05 до 3 кг на збирача на годину, причому більшість рибалок були жінки та діти.

### Місце проживання інших видів

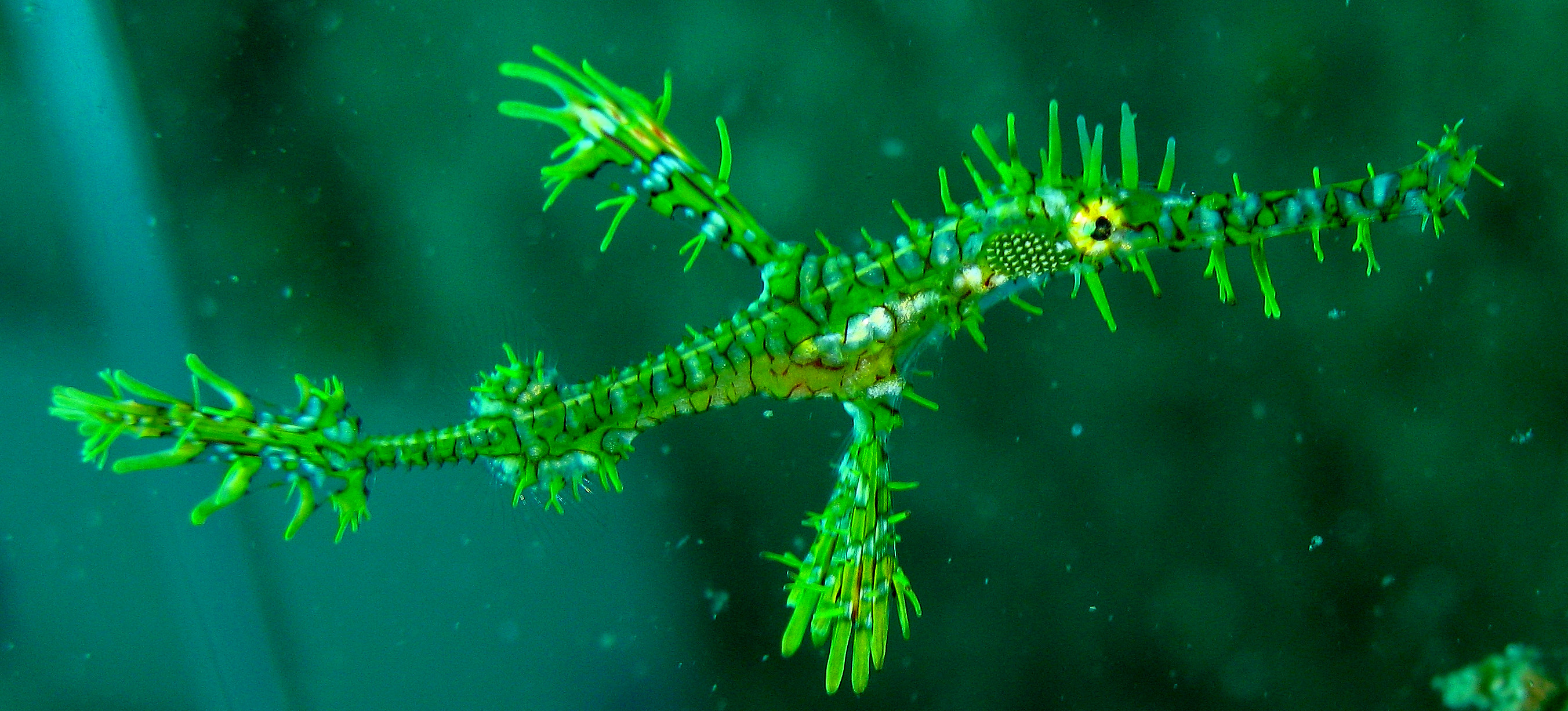
Solenostomus paradoxus
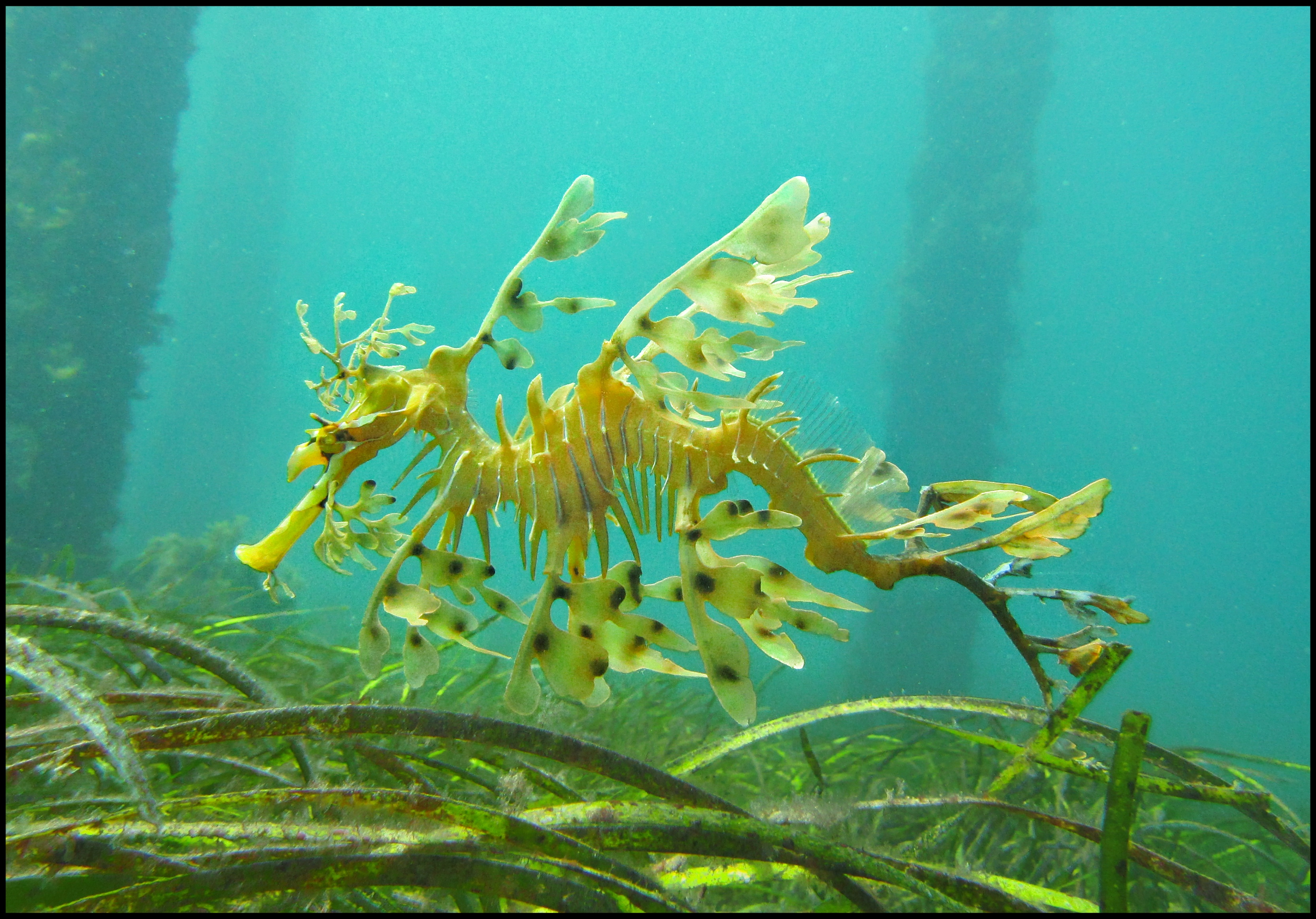
Phycodurus eques
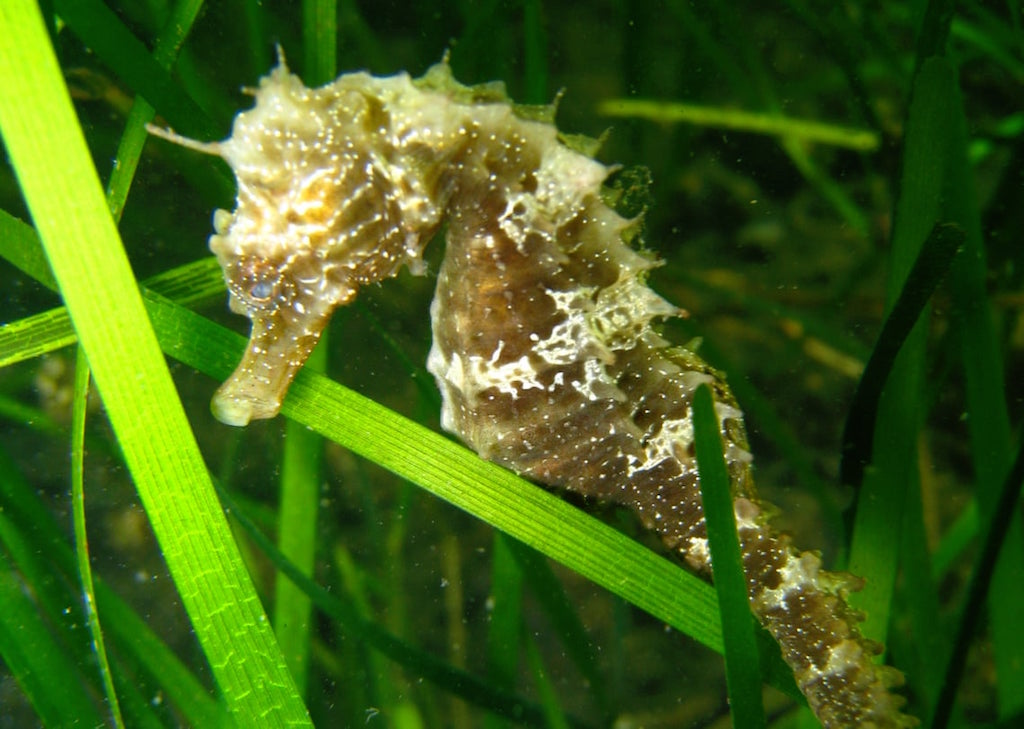
Морський коник
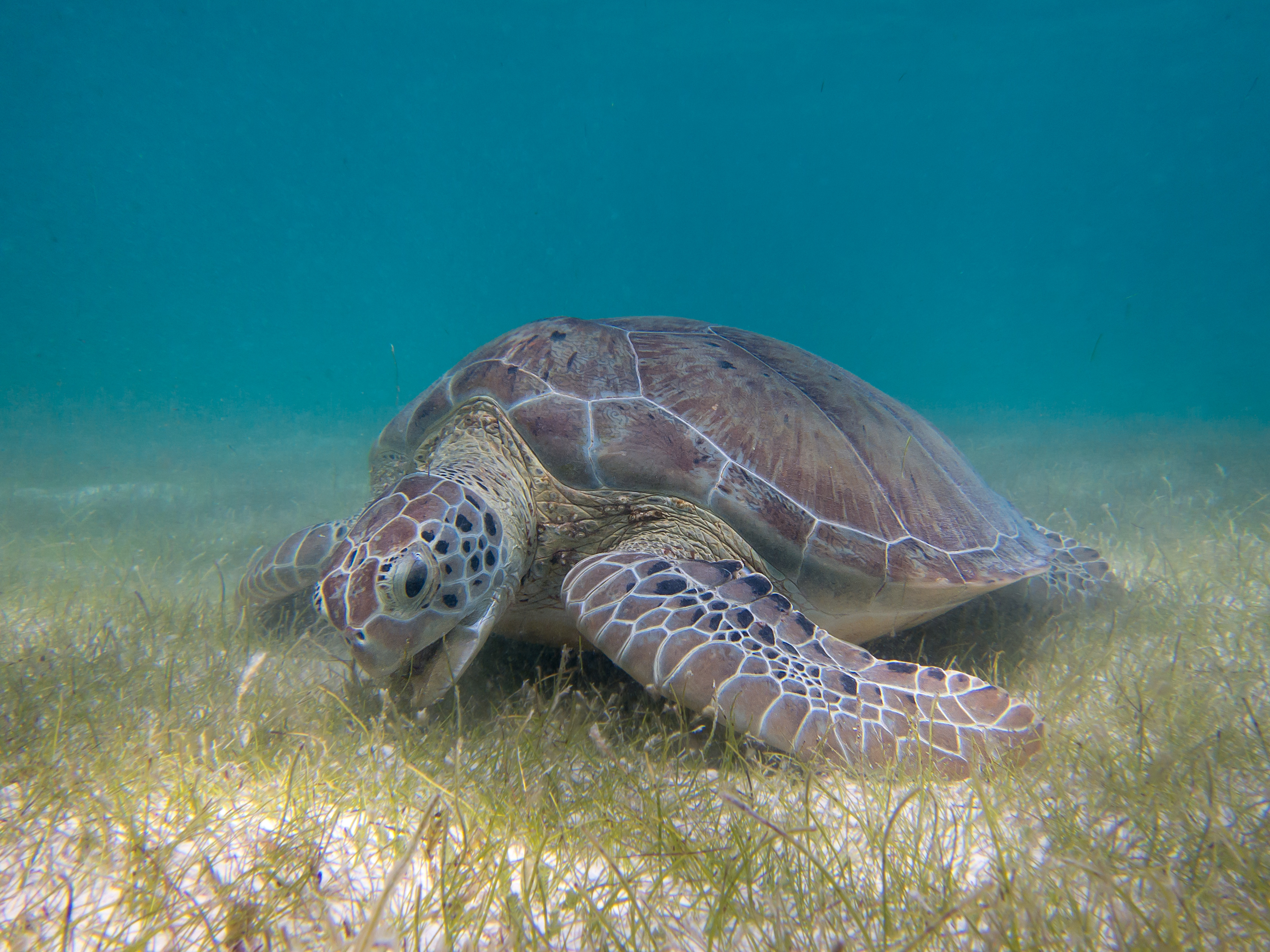
Chelonia mydas в морській траві
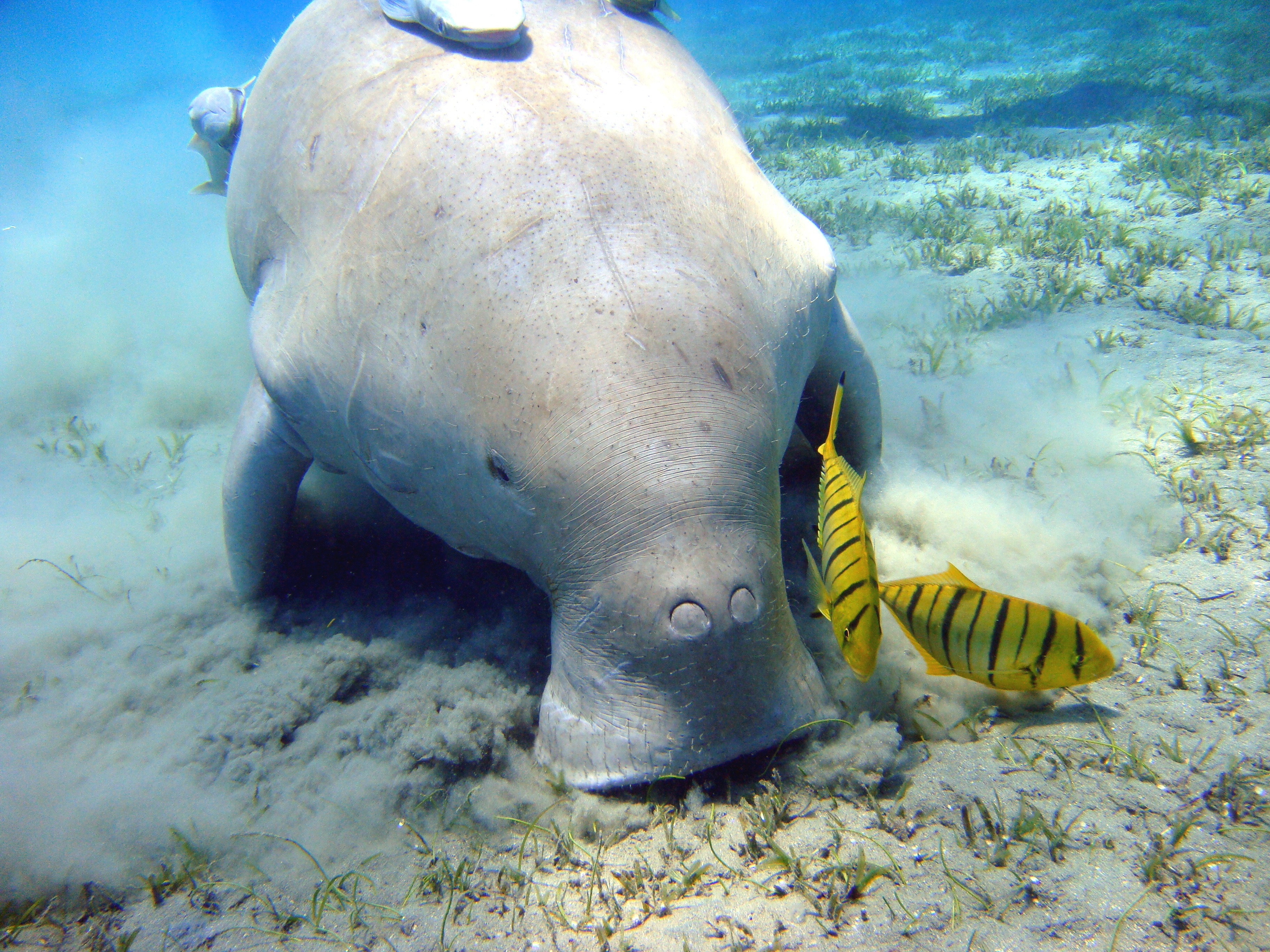
Ламантин у морській траві
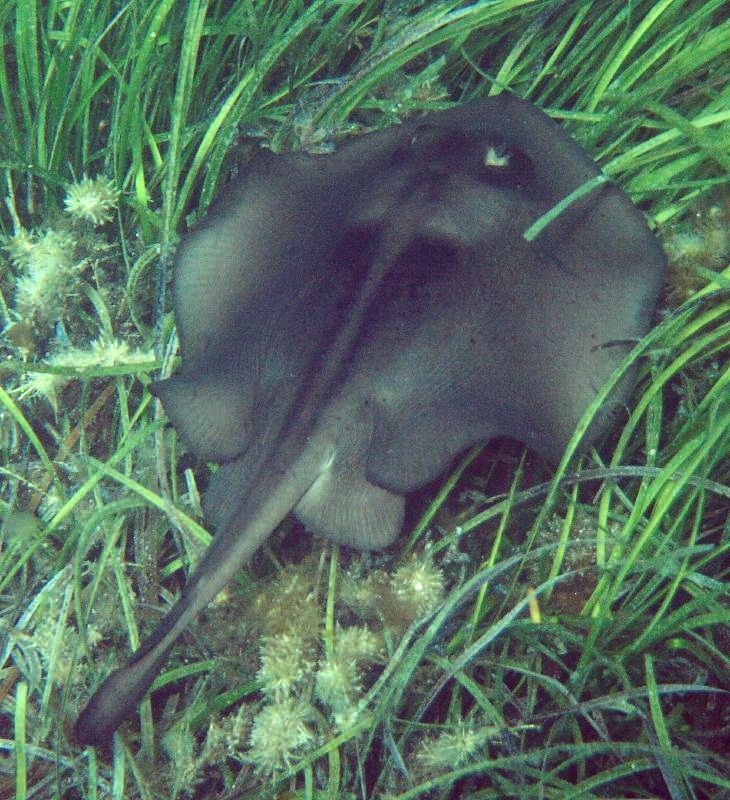
Batoidea у морській траві
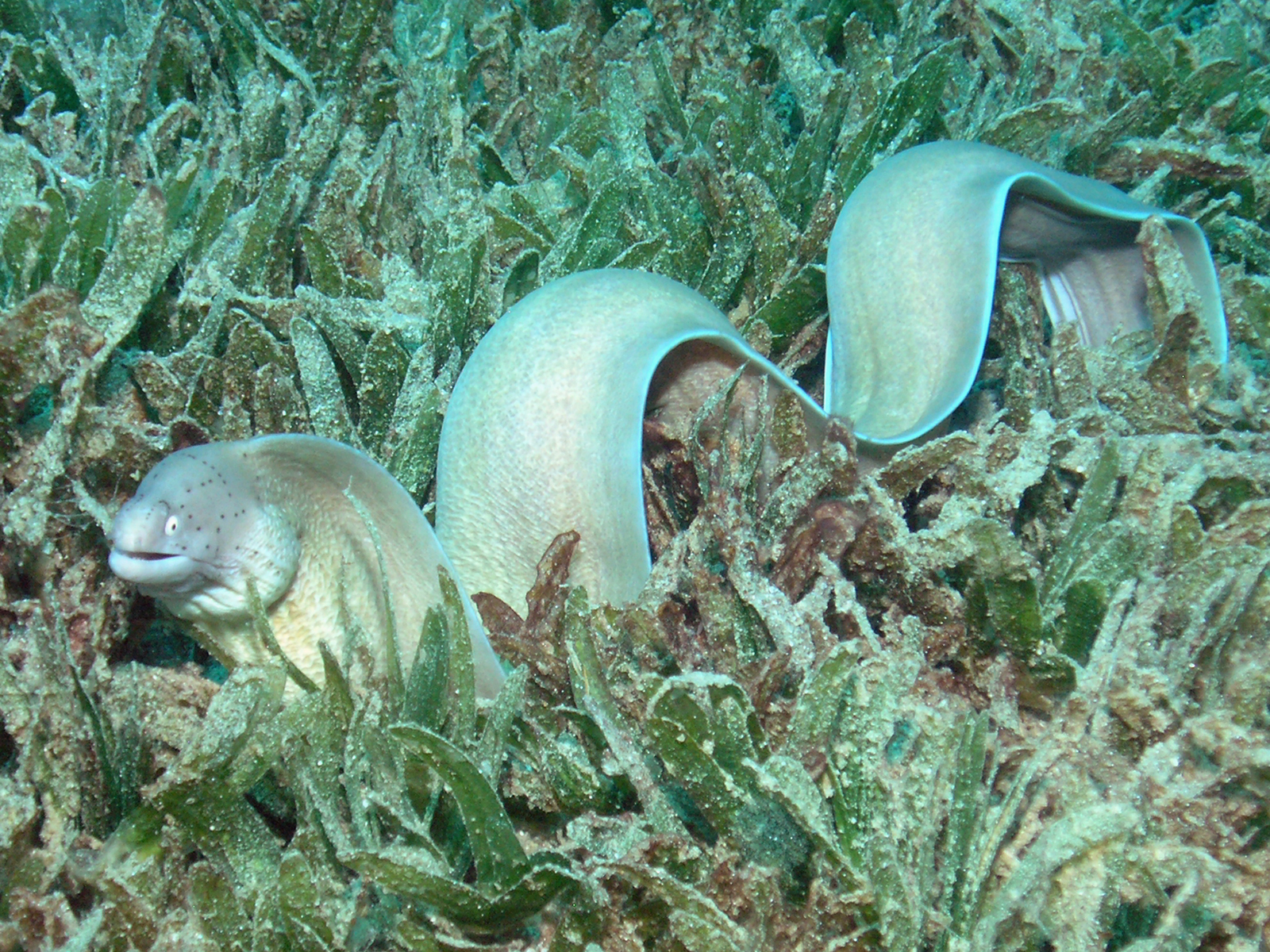
Перчена мурена в морській траві
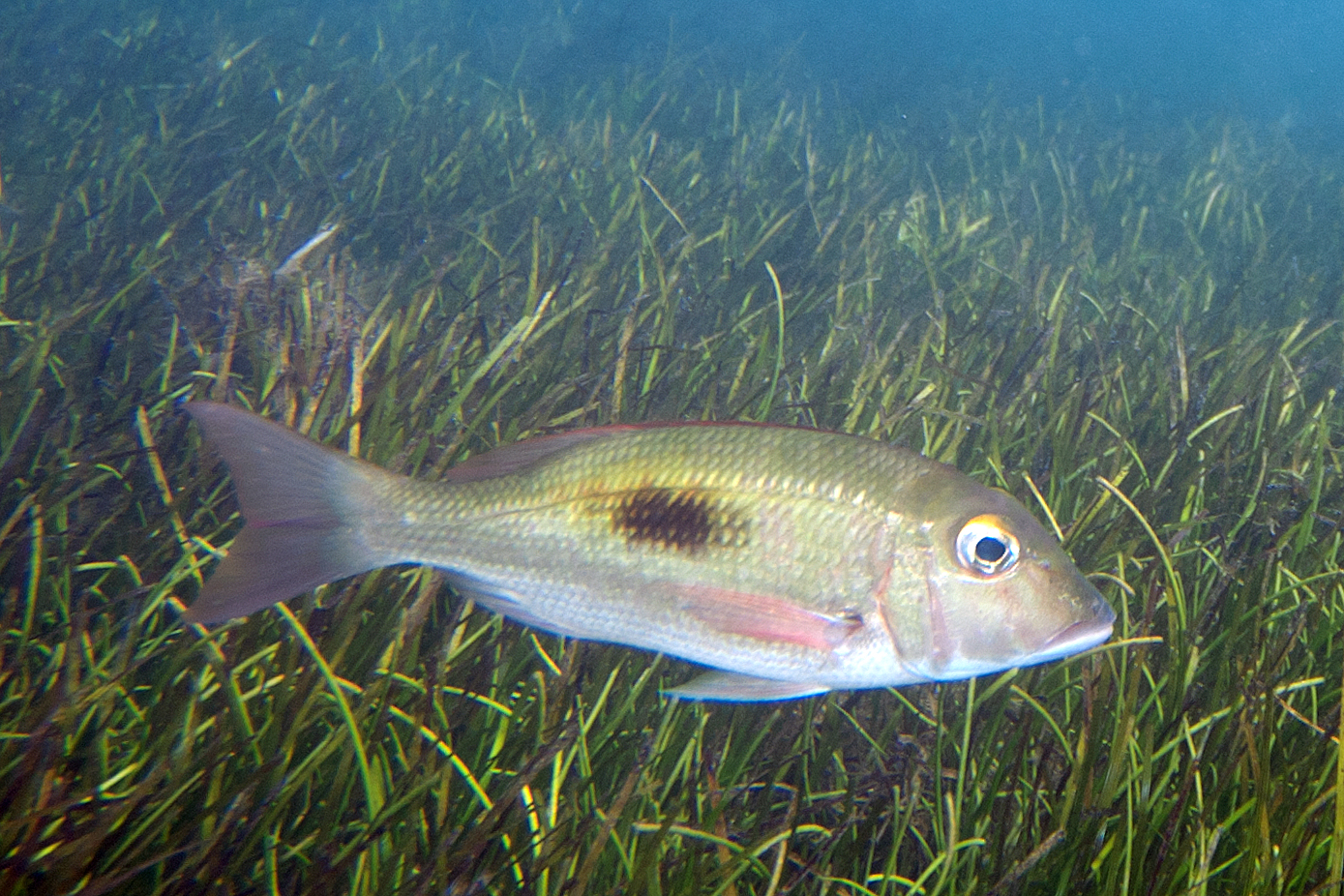
Lethrinus harak в морській траві

### Інше використання
Історично морські трави збирали як добриво для піщаного ґрунту. Це було важливе використання в лагуні Авейру, Португалія, де зібрані рослини були відомі як moliço. На початку 20 століття у Франції і, меншою мірою, на Нормандських островах, висушені морські трави використовувалися як наповнювач матраців (paillasse) — такі матраци користувалися великим попитом французькими військами під час Першої світової війни. Їх також використовували для перев'язки та інших цілей.
У лютому 2017 року дослідники виявили, що морські луки можуть видаляти різні патогени з морської води. На невеликих островах без очисних споруд у центральній Індонезії рівень патогенних морських бактерій, таких як Enterococcus, які вражають людей, риб і безхребетних, був знижений на 50 відсотків, коли були присутні луки з морськими травами, у порівнянні з такими ж ділянками без морської трави, хоча це може зашкодити їхньому виживанню.

## Загрози
Природні порушення, такі як збиральницьке риболовство, шторми та висихання, є невід'ємною частиною динаміки екосистеми морських трав. Морські трави демонструють високий ступінь фенотипічної пластичності, швидко пристосовуються до мінливих умов навколишнього середовища.
Однак людська діяльність, наприклад методи рибальства, які покладаються на важкі сіті, які тягнуть по морському дну, піддають серйозній небезпеці цю важливу екосистему. Середовище існування морської трави загрожує евтрофікації узбережжя та підвищенням температури морської води Втрата морської трави прискорилася за останні кілька десятиліть, з 0,9 % на рік до 1940 року до 7 % на рік у 1990 році.
Морські трави в усьому світі скорочуються, приблизно 30 000 км2 (12 000 миля2) втрачено протягом останніх десятиліть. Основною причиною є порушення людини, зокрема евтрофікація, механічне руйнування середовища проживання та надмірний вилов риби. Надмірне введення поживних речовин (азот, фосфор) безпосередньо токсичне для морських трав, але і стимулює зростання епіфітних і вільно плаваючий водоростей. Це послаблює сонячне світло, зменшуючи фотосинтез, який живить морську траву.
Коли люди їздять на моторних човнах по мілководних ділянках морської трави, іноді лопаті гвинта можуть пошкодити морську траву.
Найбільш використовувані методи захисту та відновлення морських лугів включають зменшення поживних речовин і забруднення, морські заповідні території та відновлення за допомогою пересадки морської трави. Морська трава не вважається стійкою до впливу майбутніх змін навколишнього середовища.

### Деоксигенація океану
У всьому світі кількість морської трави швидко скорочується. Гіпоксія, що призводить до евтрофікації, викликана дезоксигенацією океану, є одним з основних факторів, що лежать в основі цих відмирань. Евтрофікація спричиняє посилене збагачення поживними речовинами, що може викликати надмірне зростання мікроводоростей, епіфітів та фітопланктону, що призводить до гіпоксичних умов.
Морська трава є як джерелом, так і поглиначем кисню в навколишній водній товщі та відкладеннях. Вночі тиск кисню у внутрішній частині морської трави лінійно пов'язаний з концентрацією кисню у товщі води, тому низькі концентрації кисню у водній товщі часто призводять до гіпоксії тканин морської трави, яка в кінцевому підсумку може вбити морську траву. Зазвичай відкладення морської трави повинні постачати кисень до підземної тканини шляхом фотосинтезу або шляхом дифузії кисню з товщі води через листя до кореневищ і коренів.

### Зменшення лугів
Зберігання вуглецю є важливою послугою екосистеми, оскільки ми переходимо в період підвищеного рівня вуглецю в атмосфері. Однак деякі моделі зміни клімату припускають, що деякі морські трави зникнуть — очікується, що Posidonia oceanica зникне, або майже так, до 2050 року
Об'єкт Всесвітньої спадщини ЮНЕСКО навколо Балеарських островів Майорка і Форментера включає близько 55,000 гектара (135,91 акра) Posidonia oceanica, яка має глобальне значення через кількість вуглекислого газу, який він поглинає. Однак під загрозою для луків є підвищення температури, що уповільнює його зростання, а також пошкодження від якорів.